# Terny-Sorny
Terny-Sorny – miejscowość i gmina we Francji, w regionie Hauts-de-France, w departamencie Aisne.
Według danych na styczeń 2014 roku gminę zamieszkiwało 315 osób, a gęstość zaludnienia wynosiła 44,6 osób/km².